# 흥국사 (여수시)
흥국사(興國寺)는 대한민국 전라남도 여수시 영취산 중턱에 자리잡은 사찰로 1195년(고려 명종 25년)에 보조국사 지눌이 창건하였다. 호국 불교의 성지인 이곳은 임진왜란시 승병 훈련소로도 유명하였다. 이 절은 호국정신이 창건의 사상적 배경이 되었고, 이 정신이 크게 부가된 것은 조선시대 임진왜란시에 의승군의 본거지가 되어 400여 명이 활약한 때이다. 절안에는 보물 제396호인 대웅전, 원통전, 팔상전, 부조전, 응진전 등 14채의 절집과 괘불, 보물 제578호인 대웅전 후불 탱화, 그리고 보물 제563호인 홍교가 있다. 나라가 흥하면 이 절도 흥할 것이라는 흥국의 염원을 담고 있어 흥국사라고 전한다.

## 지정 문화재

### 보물
- 여수 흥국사 대웅전 - 보물 제396호
- 여수 흥국사 대웅전 후불탱 - 보물 제578호
- 여수 흥국사 홍교 - 보물 제563호
- 여수 흥국사 노사나불괘불탱 - 보물 제1331호
- 여수 흥국사 수월관음도 - 보물 제1332호
- 여수 흥국사 십육나한도 - 보물 제1333호
- 여수 흥국사 목조석가여래삼존상 - 보물 제1550호

- 여수 흥국사 동종 - 보물 제1556호

- 여수 흥국사 목조지장보살삼존상·시왕상 일괄 및 복장유물 - 보물 제1566호
- 여수 흥국사 대웅전 관음보살 벽화 - 보물 제1862호

### 시도 유형문화재
- 여수 흥국사 원통전 - 전라남도의 유형문화재 제45호
- 여수 흥국사 삼장보살도 - 전라남도의 유형문화재 제299호
- 여수 흥국사 제석도 - 전라남도의 유형문화재 제300호
- 여수 흥국사 중수사적비 - 전라남도의 유형문화재 제312호

### 시도 문화재자료
- 여수 흥국사 - 전라남도의 문화재자료 제38호
- 여수 흥국사 팔상전 - 전라남도의 문화재자료 제258호

## 참고 자료
- 흥국사 - 국가유산청 국가유산포털
- 이 문서에는 다음커뮤니케이션(현 카카오)에서 GFDL 또는 CC-SA 라이선스로 배포한 글로벌 세계대백과사전의 내용을 기초로 작성된 글이 포함되어 있습니다.